# Pont-l’Abbé-d’Arnoult
Pont-l’Abbé-d’Arnoult település Franciaországban, Charente-Maritime megyében. Lakosainak száma 1793 fő (2022. január 1.). Pont-l’Abbé-d’Arnoult Beurlay, Champagne, Sainte-Gemme, Sainte-Radegonde és Saint-Sulpice-d’Arnoult községekkel határos.

## Népesség
A település népességének változása:
| Lakosok száma | 1295 | 1362 | 1385 | 1831 | 1766 | 1806 | 1807 | 1776 | 1788 | 1793 |
|               | 1968 | 1982 | 1990 | 2006 | 2013 | 2015 | 2017 | 2019 | 2020 | 2022 |